# قرار مجلس الأمن التابع للأمم المتحدة رقم 2107
قرار مجلس الأمن التابع للأمم المتحدة رقم 2107، المتخذ بالإجماع في 27 يونيو 2013. أسقط المجلس التزامات العراق فيما يتعلق بإعادة رعايا الكويت ورعايا الدول الثالثة أو رفاتهم إلى دولتهم الأصلية التي تم الاستيلاء عليها في عهد نظام صدام السابق. بعد تمرير القرار، قال هوشيار زيباري، وزير الخارجية العراقي، إنه يمثل نقطة تحول في علاقة العراق مع المجتمع الدولي وخطوة مهمة في عملية إصلاح العلاقات الثنائية.
أصبحت جميع الجوانب السلبية للعلاقة بين الدول جزءًا من الماضي. وسنركز على الحاضر والمستقبل وما يمكن أن تحققه العلاقات الأخوية لترسيخ السلام والأمن والاستقرار في المنطقة.

## روابط خارجية
- نص القرار في undocs.org